# Lessoc

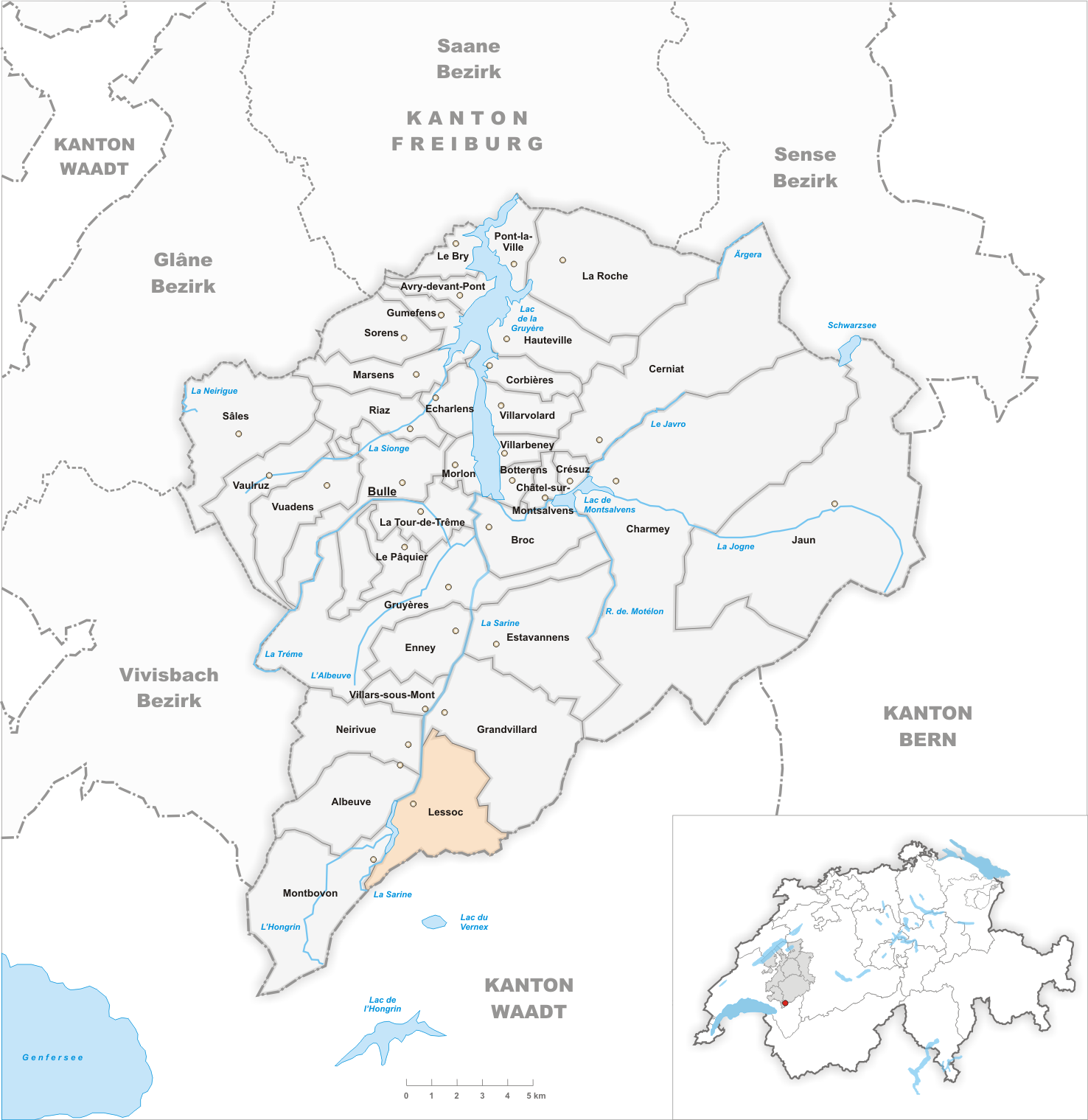
Gemeindestand vor der Fusion am 1. Januar 2002

Lessoc (Freiburger Patois Lechoⓘ) ist eine Ortschaft und früher selbständige politische Gemeinde im Distrikt Greyerz des Kantons Freiburg in der Schweiz. Am 1. Januar 2002 fusionierte Lessoc zusammen mit Neirivue, Albeuve und Montbovon zur neuen Gemeinde Haut-Intyamon. Der frühere deutsche Name Lissingen wird heute nicht mehr verwendet.

## Geographie

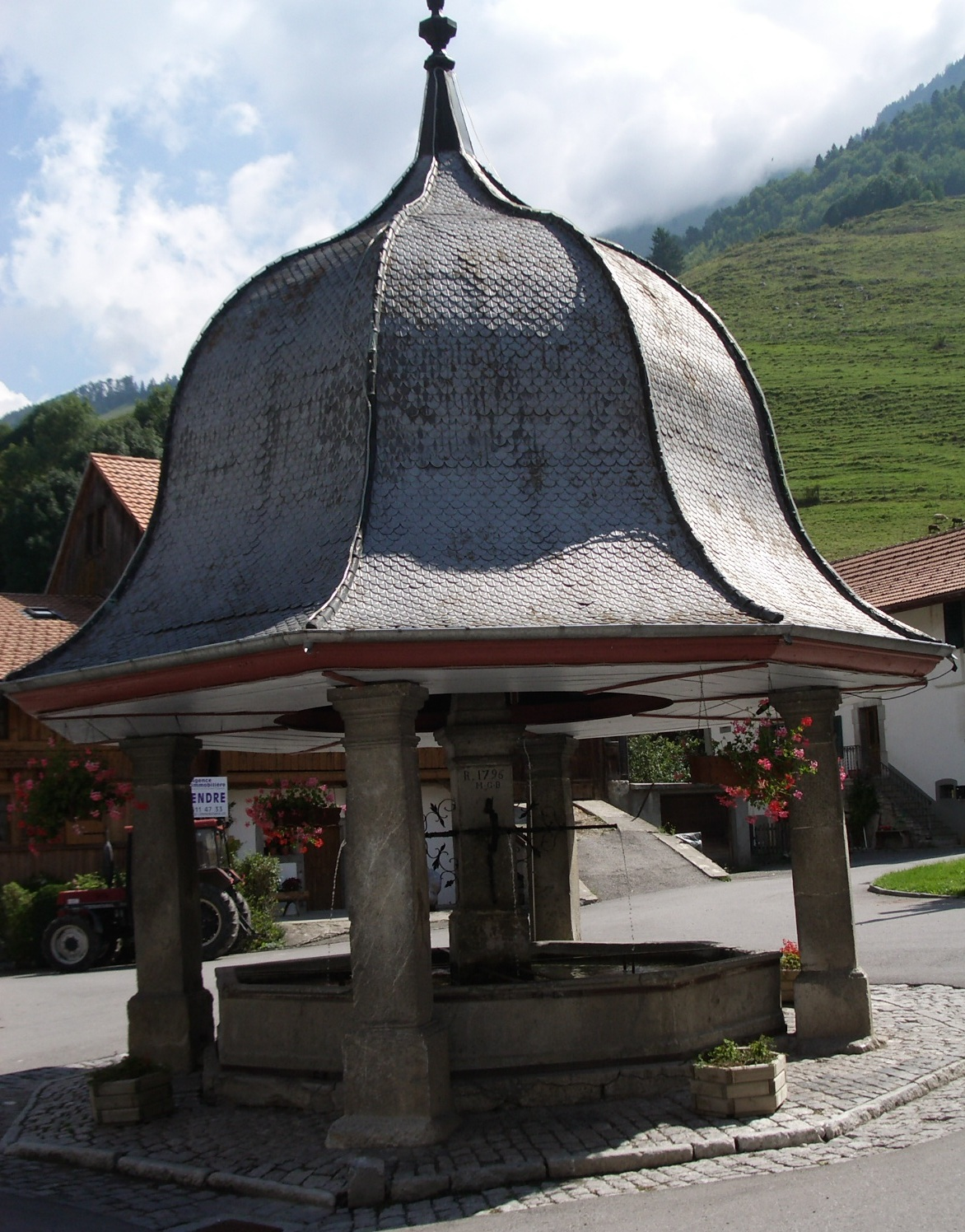
Dorfbrunnen mit Zwiebeldach

Luftbild (1964)

Lessoc liegt auf 812 m ü. M., zwölf Kilometer südlich des Bezirkshauptortes Bulle (Luftlinie). Das Haufendorf erstreckt sich leicht erhöht auf der Nordseite des Schuttkegels des Wildbachs Torrent am östlichen Rand des Saanetals, in der Haute-Gruyère, östlich der Moléson-Kette. Die ehemalige Gemeindefläche betrug rund 14,8 km². Das Gebiet reichte von der Saane (französisch: Sarine), die westlich des Dorfes zum See von Lessoc aufgestaut ist, ostwärts über den Schuttkegel des Torrent bis auf die angrenzenden Freiburger Alpen mit Pointe de Cray (2070 m ü. M.) und Pra de Cray (bis 2090 m ü. M.).

## Bevölkerung
Mit 184 Einwohnern (2000) zählte Lessoc vor der Fusion zu den kleinen Gemeinden des Kantons Freiburg. Zu Lessoc gehört der Weiler Le Buth (823 m ü. M.) auf einem Geländevorsprung östlich der Saane.
Einwohnerzahlen: Volkszählungsdaten

## Wirtschaft
Lessoc war lange Zeit ein vorwiegend durch die Landwirtschaft geprägtes Dorf. Die Viehzucht und die Milchwirtschaft (für die Käseproduktion) haben noch heute einen wichtigen Stellenwert in der Erwerbsstruktur der Bevölkerung. Daneben gibt es weitere Arbeitsplätze im lokalen Kleingewerbe (Schreinerei) und im Dienstleistungssektor. Bis nach dem Ersten Weltkrieg wurden bei Lessoc Steinbrüche ausgebeutet. Der Lessoc-Marmor war ein beliebter Stein für Brücken, Häuser und Kirchen der Region.

## Verkehr
Das Dorf ist verkehrstechnisch recht gut erschlossen, obwohl es abseits der grösseren Durchgangsstrassen liegt. Am 23. Juli 1903 wurde die Bahnlinie von Bulle nach Montbovon mit der Haltestelle Lessoc rund einen Kilometer vom Ortskern entfernt auf der westlichen Seite der Saane in Betrieb genommen. Dort zweigt auch die Dorfzufahrt von der Hauptstrasse von Bulle nach Château-d’Oex ab.

## Geschichte

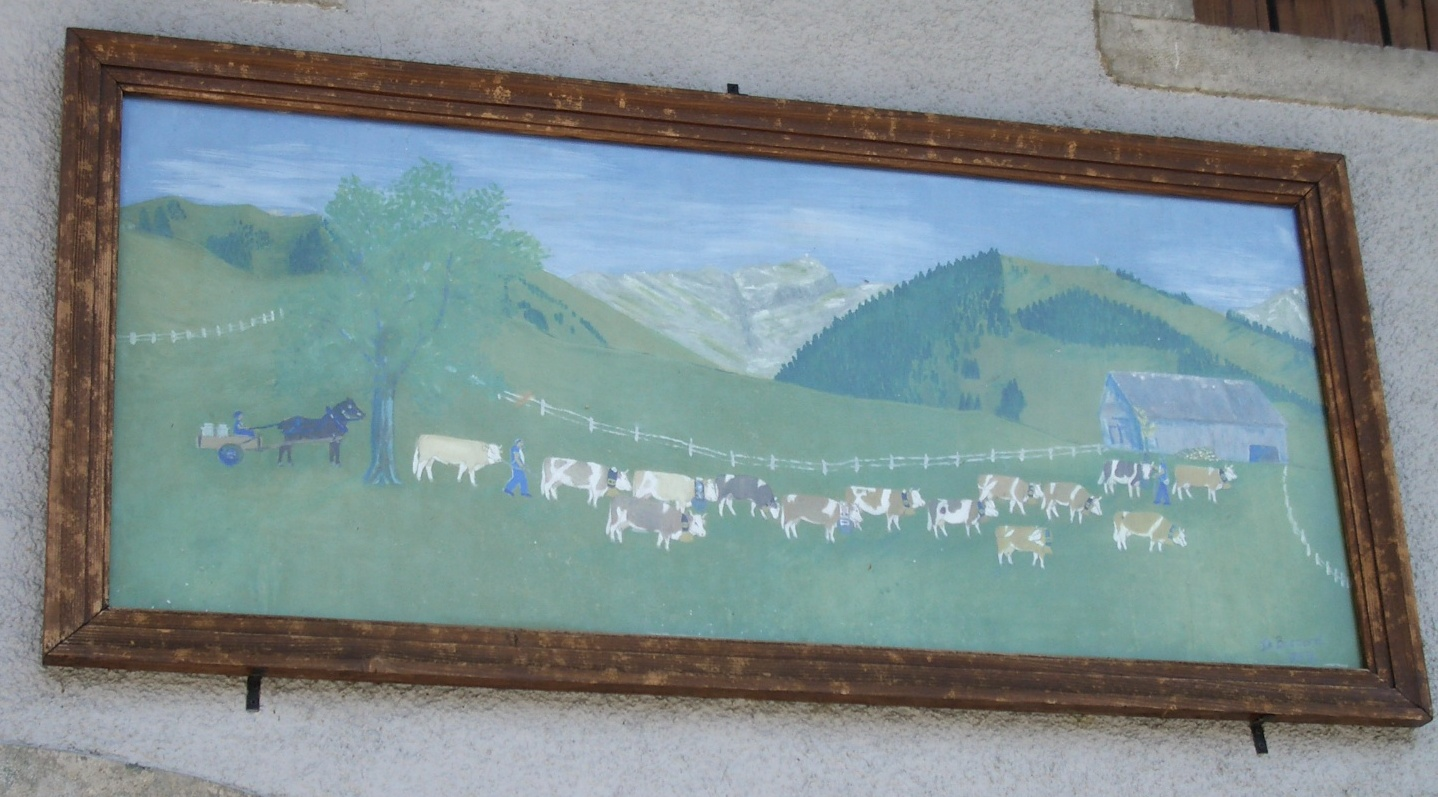
Poya

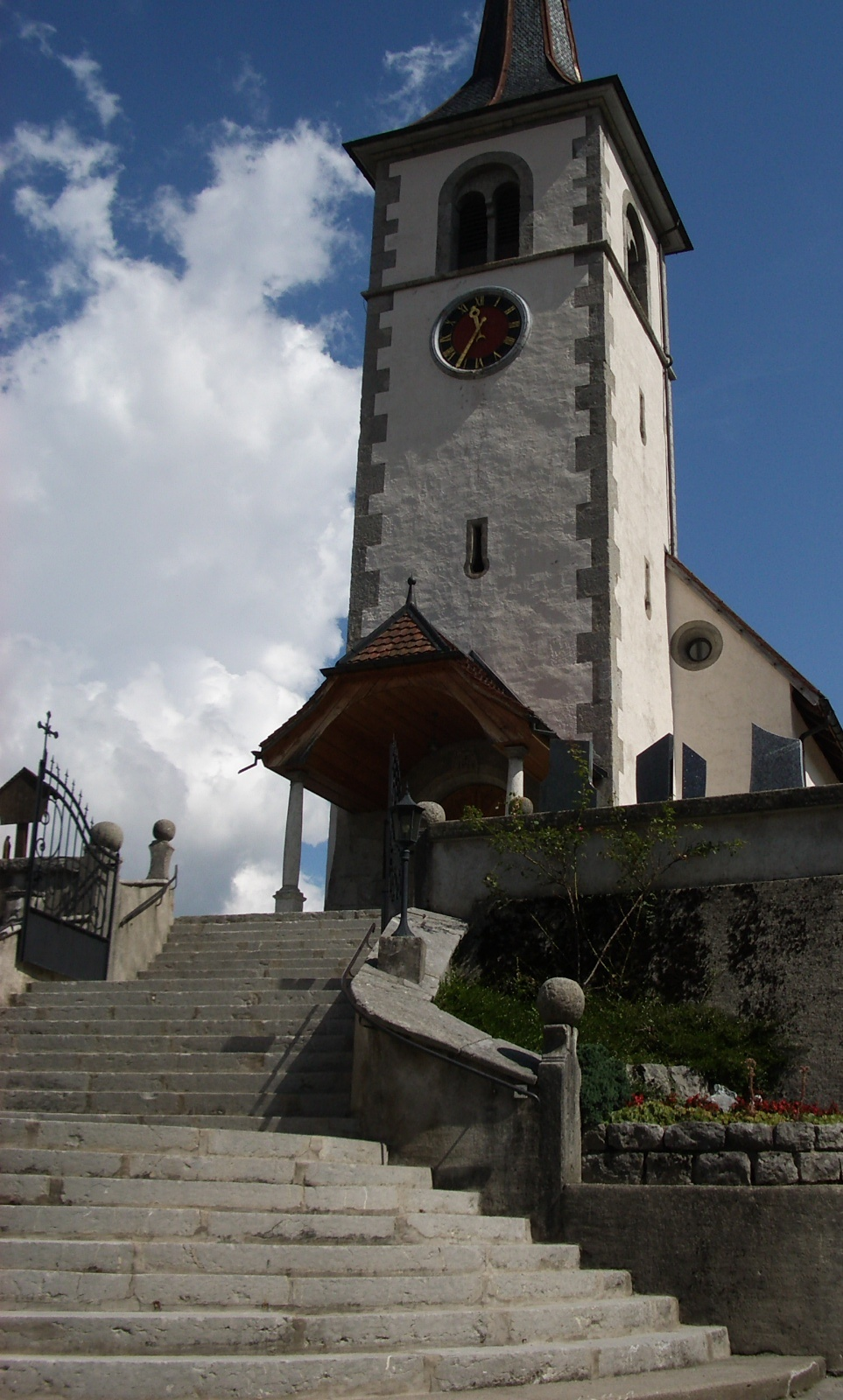
Pfarrkirche Saint-Martin

Die erste urkundliche Erwähnung des Ortes erfolgte 1115 unter dem Namen Del Suc. Später erschienen die Bezeichnungen Lessoz (1231), Les Soz (1238) und Lessot (1352).
Auf dem Gebiet von Lessoc hatten die Herren von Corbières bedeutenden Grundbesitz, den sie 1278 an die Grafen von Greyerz verkauften. Fortan unterstand das gesamte Dorf der Grafschaft Greyerz. Nachdem der letzte Graf von Greyerz 1554 Konkurs gemacht hatte, kam Lessoc 1555 unter die Herrschaft von Freiburg und wurde der Vogtei Greyerz zugeteilt. Nach dem Zusammenbruch des Ancien Régime (1798) gehörte das Dorf zunächst zur Präfektur und ab 1848 zum Bezirk Greyerz.
Am 26. Juni 2001 votierten die Stimmberechtigten von Lessoc mit einer Ja-Mehrheit von rund 80 % für die Fusion der Gemeinden Lessoc, Neirivue, Albeuve und Montbovon. Mit Wirkung auf den 1. Januar 2002 entstand deshalb die neue Gemeinde Haut-Intyamon.

## Sehenswürdigkeiten
Lessoc besitzt ein malerisches Ortsbild von nationaler Bedeutung. Im Dorf sind zahlreiche Häuser und Bauernhöfe aus dem 17. bis 19. Jahrhundert erhalten, deren Fassaden mit Poyas (Darstellungen von Alpaufzügen) verziert sind. Auf dem Dorfplatz befindet sich ein achteckiger, mit einem Zwiebeldach überdeckter Brunnen (1796), dessen Becken aus Lessoc-Marmor besteht. Die Pfarrkirche Saint-Martin wurde in den Jahren von 1627 bis 1635 erbaut und weist eine Ausstattung aus dem 19. Jahrhundert auf. Daneben steht das Pfarrhaus von 1648. Seit 1643 bildet Lessoc eine eigene Pfarrei; vorher gehörte es zur Kirchgemeinde Grandvillard.
Auf dem Fussweg von Lessoc nach Montbovon überquert man die Saane (hier zum See aufgestaut) auf einer 1667 erbauten gedeckten Holzbrücke. Im Weiler Le Buth befindet sich die Kapelle Notre-Dame-des-Neiges von 1864, daneben das Bauernhaus La Grange Neuve, das 1688 erstellt wurde.

## Persönlichkeiten
- Pierre-Théodule Fracheboud (1809–1879), Jurist und Politiker